# باتريك جرويتزكي
باتريك جرويتزكي (بالألمانية: Patrick Groetzki) مواليد 4 يوليو 1989 في بفورتسهايم، هو لاعب كرة يد ألماني يلعب كجناح أيمن. مثل منتخب ألمانيا لكرة اليد. شارك في دورة الألعاب الأولمبية الصيفية سنة 2016.

## سجل المنافسة
شارك في البطولات التالية:
- بطولة العالم لكرة اليد للرجال 2015
- بطولة أوروبا لكرة اليد للرجال 2012
- الألعاب الأولمبية الصيفية 2016

## الإنجازات
- كرة اليد في الألعاب الأولمبية الصيفية:
  -  برونزية: كرة اليد في الألعاب الأولمبية الصيفية 2016 – مسابقة الرجال
- بطولة العالم لكرة اليد للرجال ناشئين:
  - الفوز: 2009

## روابط خارجية
- باتريك جرويتزكي على موقع الاتحاد الأوروبي لكرة اليد (الإنجليزية)
- باتريك جرويتزكي على موقع الدوري الألماني لكرة اليد (الألمانية)
- باتريك جرويتزكي على موقع أوليمبيديا (الإنجليزية)
- باتريك جرويتزكي على موقع اللجنة الأولمبية الألمانية (الألمانية)